# Kollaboration in Frankreich (1940–1944)
Die Kollaboration in Frankreich (1940–1944) bestand in der freiwilligen Zusammenarbeit und dem gemeinsamen Handeln von Franzosen mit der deutschen Besatzungsmacht auf französischem Staatsgebiet während des Zweiten Weltkrieges. Sie umfasst nicht nur die staatliche Kollaboration mit dem nationalsozialistischen Deutschen Reich, wie sie Marschall Pétain anlässlich seiner am 30. Oktober 1940 im französischen Rundfunk ausgestrahlten Ansprache gefordert hatte, sondern auch jegliche sonstige Zusammenarbeit mit deutschen Dienststellen oder Personen außerhalb des französischen Staatsapparates.
Drei Arten der Kollaboration lassen sich unterscheiden.
- Als Staatskollaboration gilt die auf Regierungs- und Verwaltungsebene erfolgte Zusammenarbeit des Vichy-Regimes mit den Besatzern.[2]
- Politische Kollaboration betrieben französische Faschisten und ihnen nahestehende Personen und Parteien, die eine eigenständige politische (Rassemblement national populaire, RNP; Parti populaire français, PPF) oder militärische (Französische Freiwilligenlegion gegen den Bolschewismus, LVF) Zusammenarbeit anstrebten.[3] Sie überschnitt sich zum Teil mit der Staatskollaboration, da viele politische Kollaborateure, die vom deutschen Endsieg und vom Nationalsozialismus überzeugt waren,  Ämter im Vichy-Regime erhielten.
- Die unpolitische private Kollaboration von Unternehmern, Künstlern usw.[4] war zum Teil auch eine „von den Siegern aufgezwungene technische Kollaboration“.[5]

Französische Historiker sprechen außerdem von einer Alltags-Kollaboration (collaboration au quotidien), um bestimmte alltagsrelevante Verhaltensweisen zu beschreiben, die nicht als aktive politische Stellungnahme zu werten sind: z. B. gute persönliche Beziehungen zu Deutschen; das Verschicken von Denunziationsbriefen an die Polizei oder an die Gestapo (drei bis fünf Millionen anonyme Briefe in Frankreich, also im Schnitt 2.700 Briefe täglich); Unternehmer, die sich aus eigener Initiative um Aufträge von deutschen Stellen bewarben; Liebesbeziehungen französischer Frauen zu deutschen Soldaten oder auch zu Gestapo-Angehörigen («collaboration horizontale»).

## Die staatliche Kollaboration
Als staatliche Kollaboration werden alle Unterstützungsmaßnahmen des Vichy-Regimes und der französischen Administration für das Dritte Reich bezeichnet. Die Unterstützung erstreckte sich vor allem auf den wirtschaftlichen Bereich (Besatzungskosten), auf polizeiliche Maßnahmen (Bekämpfung der Résistance, Sondertribunale, Auslieferung nach Frankreich geflüchteter deutscher Nazigegner usw.), auf die Beteiligung an der nationalsozialistischen Rassenpolitik (Erfassung, Verhaftung und Deportation von Juden) und militärische Zusammenarbeit (Darlan-Abetz-Abkommen vom 28. Mai 1941, Légion des volontaires français contre le bolchévisme (LVF), französische Waffen-SS, Milice française).

## Politische Kollaboration
Der Begriff Kollaborateur («collaborationniste») wurde zum ersten Mal von Marcel Déat in der Tageszeitung L’Œuvre vom 4. November 1940 gebraucht. Die politische Kollaboration wurde geprägt von politischen Parteien und der Kollaborations-Presse, die sich zwar selbst als «national» bezeichneten, aber dennoch öffentlich für eine Zusammenarbeit mit dem nationalsozialistischen Deutschland eintraten und sich auch aktiv an dieser beteiligten. Die deutsche Besatzungsmacht, die sie nicht sonderlich ernst nahm, bediente sich ihrer vor allem, um Druck auf das Vichy-Regime auszuüben. Da die «collabos» eine in der Bevölkerung weitgehend isolierte Minderheit waren (geschätzte 2 % der Gesamtbevölkerung) und auch um die Vormachtstellung der deutschen Besatzungsmacht nicht zu gefährden, hütete sich Adolf Hitler, ihnen zu große Verantwortung zu übertragen.
Die öffentlichkeitswirksame Agitation der politischen Kollaboration der verschiedensten Ausrichtungen, die sich vor allem im besetzten Paris abspielte, ließ die gleichzeitige weniger spektakuläre, jedoch entschlossene und wirkungsvollere Kollaboration des Vichy-Regimes in den Hintergrund treten.

### Die Parteien der Kollaboration
Schon ab Juli 1940 versuchten einzelne Politiker, der Besatzungsmacht gefällige politische Parteien zu gründen. Ihnen schlossen sich ab Herbst 1940 faschistische Politiker an, die von der rückwärtsgewandten und katholisch-moralisierenden Politik des Vichy-Regimes enttäuscht waren. Charakteristisch waren von Anfang an die Unfähigkeit der kollaborierenden Politiker, sich auf ein gemeinsames Vorgehen zu einigen, sowie zahlreiche Intrigen zwischen den Führern der verschiedenen Gruppierungen (z. B. rivalisierte Jacques Doriot mit Marcel Déat, aber auch Marcel Déat mit Eugène Deloncle usw.). Marcel Déat versuchte erstmals 1941 aus dem RNP und MSR und dann nochmals 1943 im Rahmen eines kurzlebigen Front révolutionnaire national eine Einheitspartei der Kollaboration zu formen.
Obwohl sich alle Parteien und Gruppierungen offiziell auf Marschall Pétain beriefen, waren die in Paris versammelten kollaborationistischen Milieus vor allem bestrebt, das Vichy-Regime politisch zu verändern: in direktem Kontakt mit der deutschen Besatzungsmacht strebten sie für Frankreich die Einrichtung eines «revolutionären» faschistischen oder nationalsozialistischen Regimes an, das in einem von Deutschland dominierten Europa vorbehaltlos mit dem Dritten Reich zusammenarbeiten würde. Die Pariser Kollaborateure übernahmen nach und nach Positionen innerhalb des von ihnen zuvor so stark kritisierten Vichy-Regimes und versuchten dessen Politik nach ihren Vorstellungen zu radikalisieren. Marcel Déat wurde im März 1944 zum Minister für Arbeit und nationale Solidarität ernannt.
Von Oktober 1944 bis April 1945 war Sigmaringen Sitz der geflohenen Vichy-Regierung. Im deutschen Exil fanden sich Marschall Pétain und seine letzten Getreuen aus Vichy wieder. Einige ehemalige Angehörige der im September 1944 aufgelösten Légion des volontaires français (LVF) kämpften noch auf deutscher Seite in der Schlacht um Berlin 1945.
Die 2 wichtigsten Parteien der Kollaboration

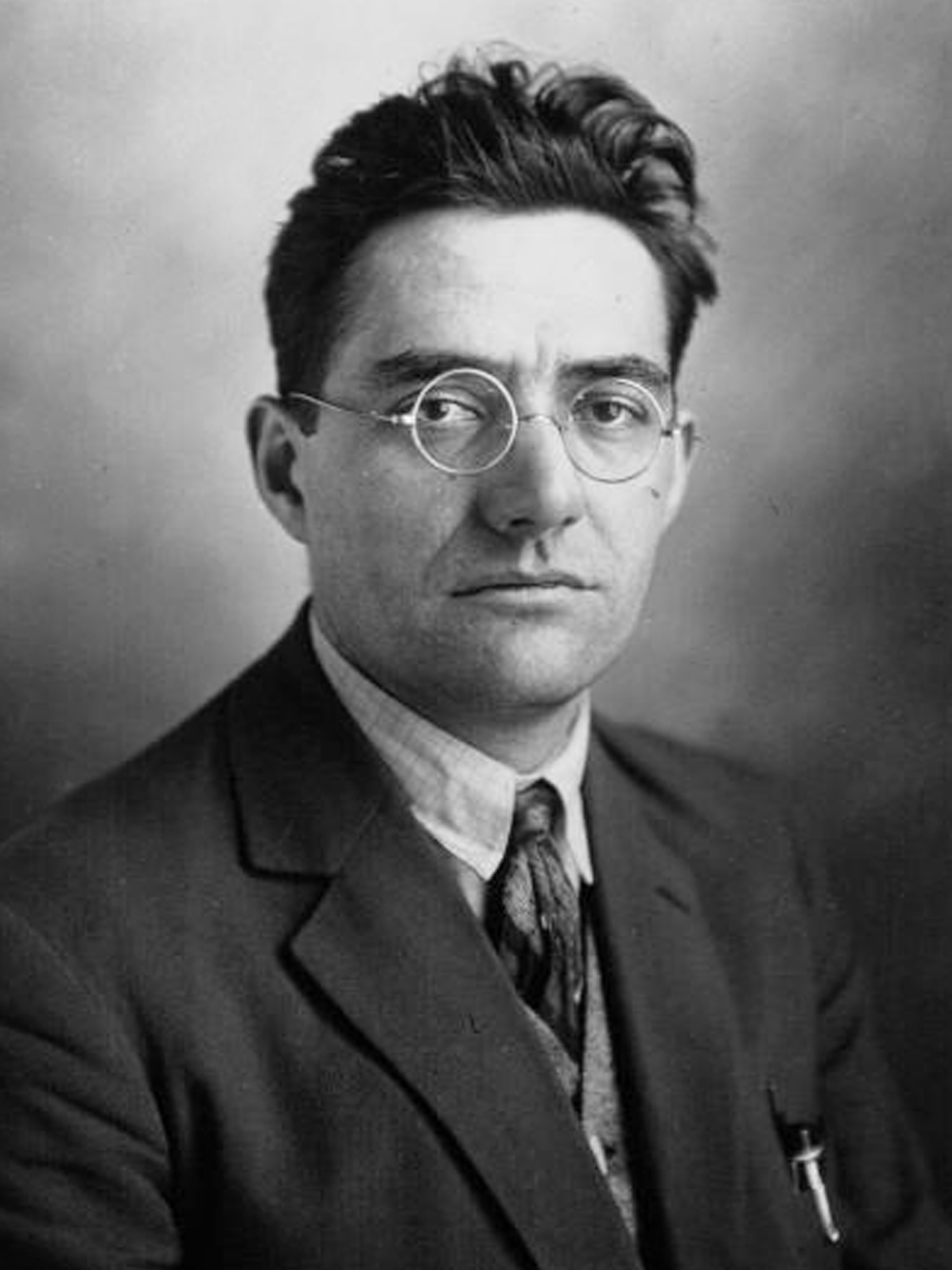
Jacques Doriot (1898–1945) als kommunistischer Abgeordneter des Départements Seine (1929)

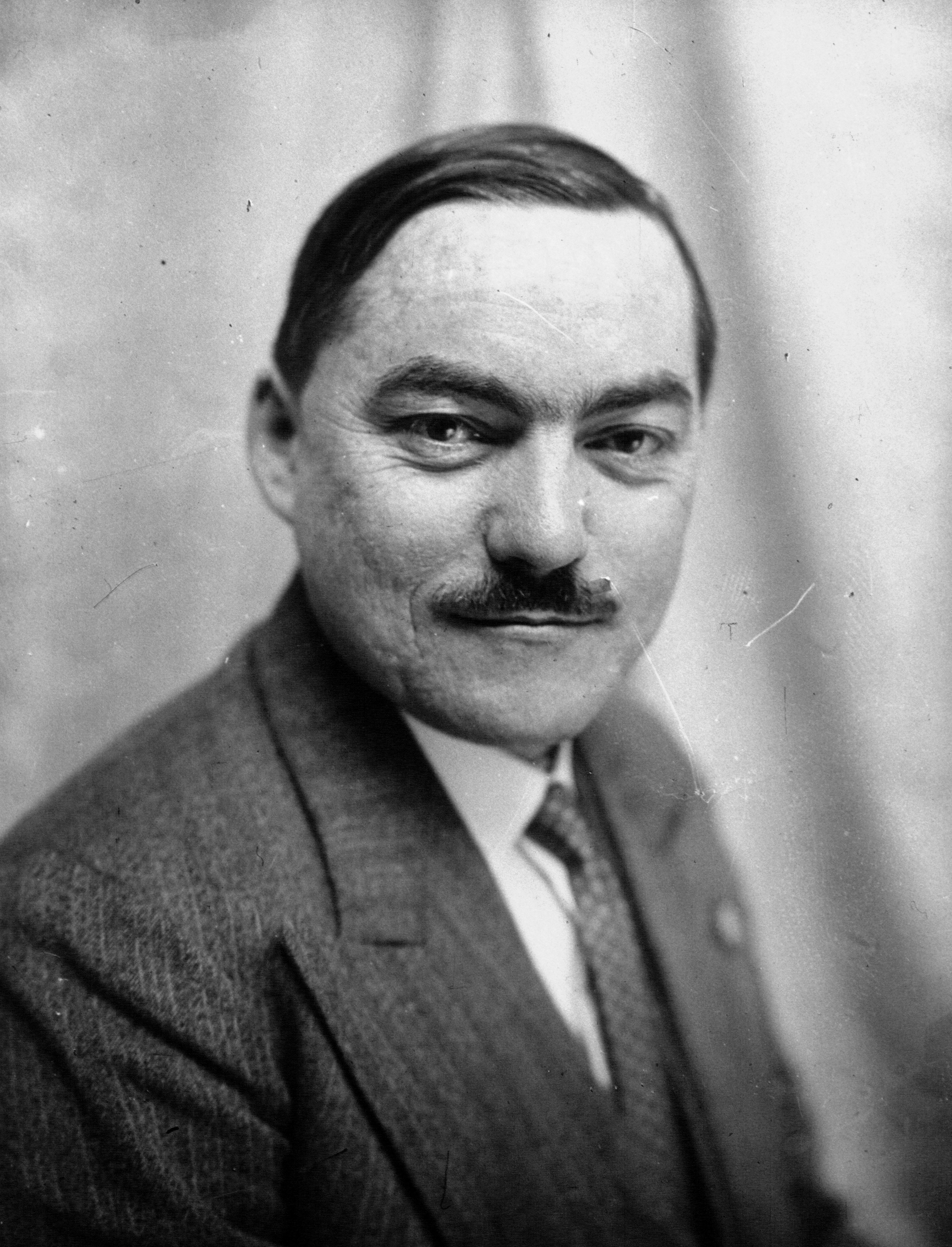
Marcel Déat (1894–1955) als sozialistischer Abgeordneter von Paris (1932)

- der offen faschistische Parti populaire français (PPF) wurde bereits 1936 gegründet und seitdem geleitet von dem ehemaligen Kommunisten Jacques Doriot; geschätzte Mitgliederzahl 20.000 bis 30.000; Presseorgan Le Cri du peuple.
- Rassemblement national populaire (RNP) wurde 1941 als Mittelstandspartei gegründet und dann geleitet von Marcel Déat, einem früheren Abgeordneten der Section française de l’Internationale ouvrière (SFIO), galt als «gemäßigter» als der PPF; geschätzte Mitgliederzahl 20.000 bis 30.000. Aus dem RNP hervorgegangen ist die
- Ligue de la pensée française: (1942 von René Château (Pseudonym: Jean-Pierre Abel); 1906–1970), einem früheren Abgeordneten des Parti radical als Kollaborationsbewegung gegründet und von republikanischen Intellektuellen in der Hoffnung unterstützt, als Gegenleistung von Deutschland zu erreichen, dass Frankreich die Wiedererrichtung der Republik gestattet würde; Presseorgan La France au travail, ab 1941 unter dem Namen La France socialiste.

Kleinere Kollaborationsparteien
(mehr als 1000 Mitglieder):
- Parti franciste: 1933 von Marcel Bucard (1895–1946) als Abspaltung der faschistisch orientierten Milice socialiste nationale des früheren Sozialistenführers Gustave Hervé (1871–1944) gegründet. Geschätzte Mitgliederzahl: 5500 bis 8000; Presseorgan La Victoire.
- Mouvement social révolutionnaire (MSR): aus der Cagoule hervorgegangene, 1936 von Eugène Deloncle, einem ehemaligen Mitglied der Action française, gegründete und geleitete rechtsgerichtete Bewegung. 1942 bis 1944 von Georges Soulès geleitet, einem ehemaligen Sozialisten und Mitglied der Section française de l’Internationale ouvrière (SFIO) und Mitglied des Kabinetts Charles Spinasse in der Volksfrontregierung. Geschätzte Mitgliederzahl: zwischen 1.500 und 16.000 (je nach Quelle)
- Jeunes de l’Europe nouvelle: geleitet von Marc Augier, dem früheren Organisator der französischen Jugendherbergsbewegung (Centre laïque des auberges de jeunesse) und ehemaligen Mitglied des Kabinetts Léo Lagrange in der Volksfrontregierung. Geschätzte Mitgliederzahl: maximal 1500
- Les jeunes du Maréchal: gegründet von dem Gymnasialprofessor Jacques Bousquet, dann unter der Führung von Jean-Marie Balestre und Robert Hersant. Geschätzte Mitgliederzahl: maximal 1400
- Ligue française d’épuration, d’entraide sociale et de collaboration européenne (Mouvement social européen): geleitet von Pierre Costantini, einem ehemaligen Offizier, der auch Mitbegründer der Légion des volontaires français contre le bolchévisme (LVF) war. Geschätzte Mitgliederzahl: 1000 bis 3000

Organisationen von Notabeln und Mandatsträgern
- Groupe Collaboration: Gruppe von konservativen Amts- und Würdenträgern unter der Führung des Schriftstellers Alphonse de Châteaubriant, die Kongresse zu Themen der Kollaboration abhielt; 33 lokale Komitees in der Südzone und eine unbekannte Anzahl in der besetzten Nordzone
- Comité d’action antibolchévique (CAA): Unterstützergruppe der Légion des volontaires français contre le bolchévisme (LVF) unter der Führung von Paul Chack, einem Marineoffizier, rechtsgerichteten Schriftsteller und Mitglied der Action française bis 1939. Geschätzte Mitgliederzahl: ungefähr 1.000, die aber auch anderen Kollaborationsorganisationen angehörten
- Parti ouvrier et paysan français (POPF): kollaborierender Flügel der kommunistischen Partei, zunächst unter der Führung von Marcel Gitton, der vormaligen Nummer 3 in der Hierarchie des Parti communiste français (PCF), dann unter der Führung von Marcel Capron, Abgeordneter und Bürgermeister der PCF für Alfortville. Geschätzte Mitgliederzahl: 300 in der Nordzone
- Comité ouvrier de secours immédiat (COSI): «Wohltätigkeitsorganisation» für ausgebombte Arbeiter, kurzzeitig unter der Führung von Georges Yvetot, einem ehemaligen Führer der anarcho-syndikalistischen Arbeiterbewegung in Frankreich, dann von René Mesnard, einem zum RNP übergewechselten ehemaligen Sozialisten, und von Jules Teulade, einem zum PPF übergewechselten ehemaligen Kommunisten
- Les Énergies françaises: Ende 1942 von Pierre Laval als Keimzelle einer künftigen Einheitspartei ins Leben gerufen; blieb unter der Führung von Léon Cayla, dem ehemaligen Generalgouverneur von Madagaskar, aber letztlich eine unbedeutende Gruppe konservativer Würdenträger

Splittergruppen
(weniger als 1000 Mitglieder)
- Parti français national-collectiviste (PFNC): 1934 von Pierre Clémenti (1910–1982), einem Journalisten der radikal-sozialistischen Parteipresse, gegründete und geleitete Gruppierung; Mitgliederzahl: einige Hundert; Presseorgan Le Pays libre. Stand 1940 der von Robert Hersant geleiteten faschistischen Jugendorganisation Jeune front nahe.
- Front franc: angeführt von Jean Boissel (1891–1951), einem rechtsextremen und ultrarassistischen ehemaligen Architekten und späteren Journalisten. Mitgliederzahl: im zweistelligen Bereich; Presseorgan Le Réveil du peuple.
- Le Feu: geführt von dem Landwirtschaftsingenieur Maurice Delaunay (1901–1995), einem ehemaligen Abgeordneten des christdemokratischen Parti démocrate populaire (PDP), der sich auch als «François Henry Prométhée» oder «le Maître du feu» bezeichnen ließ und ohne klare politische Vorstellungen eine Wiedergeburt (renaissance) Frankreichs propagierte; Presseorgan La Tempête; wurde einige Monate von der deutschen Besatzungsmacht großzügig unterstützt, wahrscheinlich in der Absicht, politische Verwirrung zu stiften
- Andere Gruppierungen: Parti national-socialiste français (PNSF) (ungefähr 50 Mitglieder); Croisade française du national-socialisme (CFNS), Formations éclaires révolutionnaires (maximal 50 Mitglieder); Les Hitlériens français (ein Dutzend Mitglieder); Mouvement national-syndicaliste-L’Union française; Les Gardes du peuple révolutionnaire; Comité d’épuration de la race française; Cadets de Francs (organisierte einige Jugendlager mit 100 bis 300 Teilnehmern)

Regionale Kollaborationsgruppen
- Parti national breton
- Brezona, eine extrem rechte Splittergruppe des Parti national breton; in ihrem Dunstkreis die offen nationalsozialistische Galv aus Redakteuren der Zeitschrift Arvor (Januar 1941 – Juni 1944), die Zeitschrift Stur von Olier Mordrel (1901–1985) und die ebenfalls aus Mitgliedern des Parti national breton gebildete Bezen Perrot, die 1944 vom Sicherheitsdienst (SD) in der Bretagne als Hilfstruppe eingesetzt wurde
- Deutsche Volksgemeinschaft in Lothringen, 1940 im CdZ-Gebiet Lothringen gebildeter Ableger der NSDAP unter dem Chef der Zivilverwaltung Josef Bürckel mit 217.300 Mitgliedern (September 1940)[9]

### Die Kollaborations-Presse oder »Kollaboration der Feder«
Die Regierung Daladier hatte per Gesetz vom 26. Juli 1936 (dem sog. Décret Daladier) ein «Commissariat Général à l'Information» (Generalkommissariat für Information) eingerichtet, das dem Regierungschef unmittelbar unterstellt war. Unter der Leitung des Diplomaten und Schriftstellers Jean Giraudoux sollte es die Medien und die öffentliche Meinung gegen das nationalsozialistische Deutschland mobilisieren. Während der Drôle de guerre ("Sitzkrieg") wurde das Generalkommissariat per Dekret vom 1. April 1940 in ein «Secrétariat d'État de l'Information et de la Propagande» (Staatssekretariat für Information und Propaganda) des Informationsministeriums umgewandelt. Diese Institution wurde nach der französischen Niederlage benutzt, um der französischen Bevölkerung den Kollaborationsgedanken nahezubringen. Dazu wurden als wesentliche Medien benutzt: die Kinowochenschau (die unter dem Monopol der deutsch-französischen Produktionsgesellschaft France-Actualité produziert wurde), der staatliche Rundfunk (Radiodiffusion nationale oder RN) und die gedruckte Presse.
Die wichtigen Presseorgane hatten die Wahl zwischen drei Möglichkeiten: entweder sie stellten ihr Erscheinen ein (wie Le Canard enchaîné, l'Intransigeant, Le Populaire oder L’Humanité), zogen sich nach dem 10. Juni 1940 in die zone libre zurück, besonders nach Lyon, wo es zahlreiche Druckereien gab (z. B. Le Journal, Paris-Soir oder Le Figaro) oder sie veröffentlichten weiter in der besetzten Zone (zone Nord) (wie Je suis partout oder Le Matin).
Die Pariser Presse der Kollaborationszeit wurde von dem Pressemagnaten Jean Luchaire beherrscht. Die meisten Blätter der Kollaborationspresse in der besetzten Nordzone wurden vom deutschen Botschafter Otto Abetz subventioniert oder heimlich unterstützt, der dazu eigens die Verlagsgesellschaft Éditions Le Pont gegründet hatte. Die deutsche Botschaft in Paris konzentrierte sich auf Propaganda zugunsten des Dritten Reiches und die Propagandastaffel (unter ihnen der Sonderführer Gerhard Heller) übernahm in über das ganze besetzte Frankreich verteilten Niederlassungen die Aufgabe der literarischen und Presse-Zensur. Außer den engagierten Kollaborateuren handelten die meisten Journalisten eher opportunistisch, durch materielle Anreize geködert (während die übrigen Gehälter in Frankreich eingefroren wurden, wurden ihre Bezüge auf Veranlassung der Propagandastaffel verdoppelt) oder aus Feigheit denn aus ideologischen Gründen.
Die Presse der zone libre unterstützte überwiegend die Kollaborations-Politik und ihre antisemitische Haltung des Marschalls Pétain und übte sich in Selbstzensur unter der Kontrolle des «Secrétariat d'État de l'Information et de la Propagande» im Ministère de l'Information (zunächst unter der Leitung des früheren kommunistischen Journalisten Paul Marion, dann von Philippe Henriot).
Angesichts der offensichtlichen Propaganda wandten sich die französischen Zeitungsleser allmählich von der Kollaborations-Presse ab, die bis zuletzt phantastische Auflagenzahlen verkündete, während sie tatsächlich 30 bis 50 % Auflagenverluste hinnehmen musste. Sie bevorzugten themenzentrierte Zeitschriften (Sport, Frauenzeitschriften) und die Untergrundpresse der Résistance (wie Franc-Tireur, Combat oder Libération).
Etliche in Frankreich renommierte Journalisten und Publizisten wurden Kollaborateure, die sich in der Öffentlichkeit für die deutsche Besatzungsmacht oder die "Révolution nationale" des Vichy-Regimes einsetzten:
- Jacques Benoist-Méchin, Historiker
- Abel Bonnard, Schriftsteller und Mitglied der Académie française
- Robert Brasillach, Journalist und Schriftsteller
- Louis-Ferdinand Céline, Schriftsteller
- Jacques Chardonne, Schriftsteller
- Alphonse de Châteaubriant, Schriftsteller
- Pierre Drieu La Rochelle, Schriftsteller
- Abel Hermant, Schriftsteller, Journalist, Sprachpurist und Mitglied der Académie française
- George Alexis Montandon, Arzt, Anthropologe, antisemitischer Schriftsteller und Direktor des Institut d'étude des questions juives (1941–1944)
- Charles Maurras, Herausgeber der Zeitschrift Action française, Mitglied der Académie française
- Maurice Sachs, jüdischer Schriftsteller und Abenteurer

### Freiwilliges militärisches Engagement auf Seiten Deutschlands
- Die Französische Freiwilligenlegion gegen den Bolschewismus (LVF):

Die LVF ging auf eine Initiative der Führer kollaborationistischer Parteien im Juli 1941 zurück. Marschall Pétain ermutigte die Aufstellung der Truppe zunächst (zum Beispiel im November 1941), bevor er zunehmend in vorsichtige Distanz ging. Die LVF wurde als gemeinnützig anerkannt und Pétain erklärte, dass ihre Kämpfer »une part de notre honneur militaire« (ein Teil unserer militärischen Ehre) seien. Die Freiwilligen legten einen Führereid auf Adolf Hitler ab.
- Die französische Waffen-SS:

Die Bildung einer französischen Waffen-SS wurde im Juli 1943 genehmigt.
- Die Phalange africaine

Nach der britisch-amerikanischen Invasion in Französisch-Nordafrika im November 1942 sahen sich die Admiräle Derrien und Esteva weiter unter dem Befehl des Marschalls Pétain, der einen Einsatz der französischen Truppen in der Region auf Seiten der Deutschen verlangte. Da die französischen Kolonialtruppen in Nordafrika als unzuverlässig eingeschätzt wurden, sollte eine Freiwilligentruppe unter dem Namen La Phalange Africaine in Französisch-Nordafrika auf Seiten der deutschen Truppen gegen die alliierten Truppen kämpfen. Es gelang jedoch nur, etwa 200 Freiwillige zu rekrutieren, die kurzfristig in den Kämpfen des Tunesienfeldzugs eingesetzt wurden.

## Die private Kollaboration
Als private Kollaboration werden vor allem berufliche Aktivitäten bezeichnet, etwa von Unternehmern (wegen der gesellschaftlichen Auswirkungen ihrer wirtschaftlichen Entscheidungen) oder Künstlern und «Stars» (auf Grund der Öffentlichkeitswirksamkeit ihres Verhaltens).

### Kollaboration von Privatunternehmen
- Louis Renault wurde während der Libération der Kollaboration mit der Wehrmacht beschuldigt. Die Renault-Werke wurden deshalb beschlagnahmt und verstaatlicht.
- Gnôme et Rhône lieferte Flugzeugmotoren nach Deutschland. Das Unternehmen wurde während der Libération wegen Kollaboration verstaatlicht und zur Société Nationale d'Etudes et de Constructions de Moteurs d'Aviation (Snecma, Nationale Gesellschaft zur Erforschung und Konstruktion von Flugmotoren; inzwischen Safran SA).
- Marius Berliet wurde 1946 von einem Gericht in Lyon wegen Kollaboration mit der Besatzungsmacht zu zwei Jahren Gefängnis und zur Beschlagnahme seines Besitzes verurteilt. Ihm wurde vorgeworfen, zum Erhalt des Unternehmens Lastwagen für die Wehrmacht hergestellt zu haben, die Résistance durch ein Sabotage-Verbot unterdrückt und so Deutschland genutzt zu haben. Ihm wurde außerdem nachgewiesen, einen Arbeiter der Berliet-Werke durch die Vermittlung eines Werkschutz-Mitarbeiters aus der Milice française an die Gestapo ausgeliefert zu haben.
- Nach den ersten Verhaftungen von Juden im Mai 1941 bot das Unternehmen Photomaton der Besatzungsmacht seine Dienste an.[12]
- Bauunternehmen wie Sainrapt et Brice (heute in der Unternehmensgruppe Vinci S.A.) und Zementhersteller wie z. B. Vicat waren am Bau des Atlantikwalls beteiligt.
- Führungskräfte der ehemals jüdischen Besitzern gehörenden Banque Worms hatten enge Bindungen zum Vichy-Regime: Jacques Barnaud war Berater für deutsch-französische Wirtschaftsbeziehungen und Pierre Pucheu war zunächst Staatssekretär für Industrieproduktion und dann von 1941 bis 1942 Staatssekretär des Inneren.
- Unternehmer gehörten Organisationen des Vichy-Regimes an. Joseph Merceron-Vicat wurde zum Mitglied des Conseil national (Nationaler Rat; Ersatzparlament ohne gesetzgebende Funktion) ernannt.[13] Er schlug ein Schéma d'organisation corporative nach den gesellschaftlichen Vorstellungen der Nationalen Revolution vor.[14]

### Künstlerische Kollaboration
Manchen Männern und Frauen des französischen Showgeschäfts (z. B. Sacha Guitry oder Arletty) wurde in der Nachkriegszeit Kollaboration vorgeworfen, da sie zwischen 1940 und 1944 mehr oder weniger enge Beziehungen zu Vertretern der Besatzungsmacht unterhalten hatten. Sie hatten – wie es Guitry formulierte – «weiter ihren Beruf ausgeübt», während andere Künstler (wie etwa Ray Ventura) emigriert waren. Kaum eine Persönlichkeit aus dem Bereich der bildenden oder darstellenden Künste engagierte sich dauerhaft zu Gunsten der deutschen Besatzungsmacht, viele hatten jedoch gesellschaftliche Kontakte im Rahmen des turbulenten Pariser Gesellschaftslebens (le Tout-Paris). Der Schauspielerin Arletty wird dazu der Ausspruch zugeschrieben: «Mon cœur est à la France, mais mon c… est international (Mein Herz gehört Frankreich, mein A... ist international.)».
Nach nationalsozialistischen Vorstellungen sollte Paris eine Hauptstadt des leichten Lebens (dreizehn für Deutsche reservierte Bordelle) und des Massen-Freizeitvergnügens sein. Entgegen den Wünschen der Besatzungsmacht versuchten künstlerische Kreise der französischen Hauptstadt ein gewisses künstlerisches Niveau aufrechtzuerhalten (Theater, Oper).
Da die deutsche Politik bestrebt war, Frankreich seine kulturelle Bedeutung für Europa zu nehmen und es zu einer überwiegend agrarischen Region umzuwandeln, förderte sie die unter dem Vichy-Regime entstehende regionalistische Literatur.

## Befreiung und Säuberungen
Im Zuge der Libération kam es zu ungelenkten Aktionen gegen ehemalige Kollaborateure («épurations sauvages»), bei denen sich Rachedurst und Volksfestcharakter mischten und bei denen unter anderem zahlreiche Frauen kahlgeschoren und bloßgestellt wurden, denen man Beziehungen zu Deutschen vorwarf. Bald nach dem Abzug der deutschen Truppen begannen Angehörige der Résistance und etwas später die Provisorische Regierung der Französischen Republik aber gegen solche spontanen Gewaltaktionen vorzugehen und «legale Säuberungsaktionen» («épuration judiciaire») einzuleiten. Per Erlass vom 26. Juni 1944 wurden Sondergerichte mit der juristischen Aufarbeitung der Kollaborationszeit beauftragt. Auf lokaler Ebene wurden dazu auf Départementsebene spezielle Cours de justice eingerichtet sowie Chambres civiques mit dem Recht, für strafrechtlich nicht zu belangende Vergehen gegen die nationale Ehre (indignité nationale) den Verlust der Bürgerrechte zu verhängen (dégradation nationale mit Entzug des aktiven und passiven Wahlrechts, Ausstoßung aus der Armee, Einschränkungen der Berufsausübung sowie dem Verbot, Waffen zu tragen). Außerdem wurde ein Haute Cour de justice als Staatsgerichtshof eingerichtet, vor dem hohe staatliche Würdenträger wie z. B. Philippe Pétain der Kollaboration angeklagt wurden. Die Säuberungen erfassten alle Tätigkeitsbereiche und alle Schichten der Gesellschaft. Auch noch nach der Einrichtung von Sondergerichten gingen Résistance-Kämpfer und weitere Bevölkerungskreise immer wieder auf eigene Faust gegen ehemalige Kollaborateure vor. Dies betraf vor allem Angehörige der Milice française oder Mitglieder von Kollaborationsparteien.
Die Säuberungen wurden in Frankreich bald Gegenstand polemischer Auseinandersetzungen. Da sich zunächst nur die aktiven Teilnehmer der Säuberungen bzw. ihre Opfer äußerten und keine seriösen Ermittlungen über jeden Fall von Polizei oder Gendarmerie durchgeführt wurden, war kaum eine objektive Einschätzung möglich. Rechtsextreme Zeitungen und ehemalige Angehörige des Vichy-Regimes bzw. ihre Anwälte verbreiteten eine «légende noire» (schwarze Legende) mit Berichten über Massaker und mit manipulierten Zahlenangaben. Untersuchungen des Comité d’Histoire de la Deuxième Guerre mondiale (CHGM) und seiner Nachfolgeorganisation, des Institut d’histoire du temps présent (IHTP), ermittelten für 84 Départements (von insgesamt 90 im Jahr 1945) die Zahl von 8.775 standrechtlichen Tötungen bei außergerichtlichen Säuberungsaktionen, zu denen noch die vollstreckten Todesurteile der Haute cour de justice und der Cours de justice (791 oder 767 je nach Quelle) und von militärischen Standgerichten hinzukommen (769 in den 77 vom IHTP untersuchten Départements). Zwar wurden im Frankreich der Nachkriegszeit mehr als 1.500 wegen Kollaboration hingerichtet, aber bei zwei Dritteln der deshalb zum Tode Verurteilten wurde die Strafe letztlich umgewandelt. Das entspricht dem höchsten Anteil von Strafumwandlungen in Westeuropa. Weniger als ein Franzose von Tausend wurde interniert oder verhaftet, was deutlich unter den Vergleichswerten für Dänemark, Norwegen, Belgien und die Niederlande bleibt. In absoluten Zahlen wurden weniger Franzosen wegen Kollaboration interniert als in den Niederlanden. Um eine innere Spaltung des Landes zu verhindern, erließen die Regierungen der Vierten Französischen Republik insgesamt drei Amnestien für die «Gesäuberten»: 1947, 1951 und nochmals 1953.
Mitte der 1990er Jahre, 50 Jahre nach dem Ende des Zweiten Weltkriegs, beschäftigten sich viele französische Studien mit der Zeit und den Begleitumständen der Libération. Für unkontrollierte Säuberungsaktionen (épuration sauvage oder épuration extrajudiciaire) wurden zwischen 10.000 und 11.000 Todesopfer ermittelt sowie ca. 20.000 kahl geschorene Frauen. Die legalen Säuberungen erfassten mehr als 300.000 Fälle, die in 127.000 Fällen zu Verurteilungen mit 97.000 Verurteilten führten. Das Strafmaß reichte von 5 Jahren Verlust der bürgerlichen Ehrenrechte (dégradation nationale) bis zur Todesstrafe.